# Cantaro (unità di misura)
Il cantaro (dal latino medievale cantarium, a sua volta derivato dall'arabo qinṭār) era un'unità di misura di peso e volume usata a partire dal Medioevo per le merci.
Era in uso in Italia, dove corrispondeva in genere a 25 libbre, con variazioni territoriali: nel XIII secolo, riferisce Leonardo Fibonacci,  a Genova corrispondeva ad esempio a 150 libbre, a Pisa a 100. Nel Regno di Napoli, dove corrispondeva a 100 rotoli, circa 90 kg, rimase in uso sino a dopo il 1840.
Sempre Fibonacci cita il cantaro in uno dei numerosi esercizi pratici, rivolti ai mercanti e ai cambiavalute, che costellano il suo Liber abbaci:
Quidam misit filium suum in Alexandriam; deditque ei bizantios 100, precipiens, ut emeret ex eis piper, atque berzi. Cantare quidem piperis pro bizantiis 50, et cantare berzi pro bizantiis 30; et pondus quod ponderat piper esset 2/9 3/7 ponderis berzi. Queritur, quot emit de pipere, et quantum de berzi.»
Un tale mandò suo figlio ad Alessandria [d'Egitto], e gli diede 100 bisanti, per comprare pepe e colorante. Un cantaro di pepe costa 50 bisanti, uno di colorante 30, e i 2/9 del peso del pepe corrispondono ai 3/7 del peso del colorante. Quanto pepe ha comprato, e quanto colorante?»
(Leonardo Fibonacci, Liber abbaci, pag. 179)